# Jean-Luc Perez
Jean-Luc Perez, né le 19 mai 1972 à Pau, est un professeur de physique-chimie normalien et un champion d'ultracyclisme français, licencié au Team Flixecourt 80.
Il est notamment le vainqueur de la Race Across America 2019 (et détenteur actuel du record toutes années confondues) en duo avec son compatriote Evens Stievenart (en). Il est également quadruple champion de France UFOLEP de course contre la montre par équipe. En outre, il a été couronné vice-champion d’Europe (24 heures solo sur 874 km) à Dobrovnik en Slovénie et vice-champion du monde (24 heures solo sur 808 km) à Borrego Springs aux États-Unis.

## Vie privée et études
Jean-Luc Perez est marié à une californienne rencontrée lors d'un stage de l'École Normale Supérieure de Cachan à San Francisco. Ensemble, ils sont parents de trois enfants.
Son père est espagnol et sa mère est originaire du Sud-Ouest ; lui-même dit venir des Pyrénées, et avoir admiré Miguel Indurain pendant ses jeunes années. Enfant, il se rêve pilote ; un léger daltonisme découvert pendant ses études le fera renoncer à son projet.
Il est agrégé de physique-chimie après avoir étudié la physique appliquée à l’École Normale Supérieure de Cachan (aujourd'hui Paris-Saclay), dont il est diplômé en 1994.
Jean-Luc Perez est surnommé « l'Américain » pour ses chaussettes siglées US.

## Carrière dans le cyclisme

### Les débuts
Perez affirme avoir commencé le cyclisme à haut-niveau après un retour difficile en France pour valider son agrégation, suivant un séjour en Californie. Il retourne aux États-Unis et s'initie à la discipline ; il y gagne ses premières courses. Vite repéré grâce à ses performances, il sympathise avec Bobby Julich, cycliste américain de l'équipe française Cofidis. Selon lui, cette rencontre l'a détourné du professionnalisme : elle lui a permis de suivre le Tour de France de l'intérieur, et de comprendre que la « routine du haut-niveau » n'était pas ce qui lui convenait le mieux.

### Retour en France
Jean-Luc Perez retourne en France, se destinant à une carrière de professeur. Il poursuit les courses dans le cyclisme classique, signant une centaine de victoires dans diverses courses régionales (en particulier en Île-de-France, en Picardie et en Normandie).

### La découverte de l'ultra-endurance: la consécration
Jean-Luc Perez découvre l'ultra-endurance et s'y spécialise : les longues courses correspondent davantage à son profil sportif que les formats standards. Il prend le même entraîneur que Corentin Ermenault, convainc des sponsors (dont Hellio) de financer ses projets et gagne rapidement ses premières courses.

#### Race Across America 2019
Jean-Luc Perez entend parler de la Race Across America, à laquelle il ambitionne de participer : il s'agit, selon lui, d'une « course mythique d'endurance », de l'équivalent des « championnats du monde » de la discipline. Afin de s'y préparer, il contacte Arnaud Manzanini, participant et finisher de la course en 2013 et 2015, et décide de faire équipe avec un de ses amis, le cycliste et pilote de course Evens Stievenart (en). Ensemble, ils se fixent comme objectif de participer à l'édition de 2019 ; leur entraînement débute en septembre 2018.
La course semble compromise à cause d'une blessure aux genoux qu'il se fait lors d'un entraînement, un peu moins d'une semaine avant le départ aux États-Unis. Cependant, il parvient à tenir, signant au terme d'un périple d'un peu moins d'une semaine le record du monde.
Il s'agit, à ce jour, de son plus grand exploit sportif, en plus d'être une aventure "très forte humainement". Il raconte son entraînement dans un podcast expliquant la manière la plus efficace de se préparer à de telles courses ; son coéquipier Evens Stievenart (en) poste en août 2020 sur sa chaîne YouTube une vidéo à propos de leur projet, constituée de divers documents audio et vidéo pris lors des préparations ou de la course en elle-même. En juin 2021, elle a fait un peu plus de 16 000 vues.

#### Race Across France 2020
Jean-Luc Perez remporte la Race Across France 2020, signant le record du monde en parcourant 2 600 km en quatre jours et vingt-trois heures. Lors de cette course, il est suivi par le réalisateur Timothée Catherine qui réalise Le Guidon dans la Tête, un documentaire portrait qui témoigne de sa performance sur cette traversée de la France à vélo.

#### Race Across Italy 2021
Jean-Luc Perez décroche la troisième place à la Race Across Italy 2021, derrière Rainer Steinberger et Stanislav Verstovsek.

#### Race Across Italy 2022
Jean-Luc Perez décroche la première place à la Race Across Italy 2022.[réf. nécessaire]

## Palmarès
| Course                                                     | Catégorie                  | Classement                    | Performance                    |
| ---------------------------------------------------------- | -------------------------- | ----------------------------- | ------------------------------ |
| Championnat de France UFOLEP                               | Contre la montre en équipe | Champion de France            |                                |
| Championnat de Picardie et de la Somme UFOLEP              | Route                      | Champion à 4 reprises         |                                |
| 24 heures du Mans en solo                                  | Solo                       | Champion à plusieurs reprises | 877 km en 24 heures            |
| 24 heures de Calafat solo                                  | Solo                       | Vice-champion                 | 777 km en 24 heures            |
| 24 heures de Sebring en solo                               | Solo                       | Champion                      | 780 km en 24 heures            |
| Championnat d’Europe 24 heures Dobrovnik, Slovénie         | Solo                       | Vice-champion                 | 874 km en 24 heures            |
| Championnat du monde 24 heures Borrego Springs, États-Unis | Solo                       | Vice-champion                 | 808 km en 24 heures            |
| Race Across America 2019                                   | Duo                        | Champion et Recordman         | 4 941 km en 6 j 10 h et 39 min |
| Race Across France 2020                                    |                            | Champion et Recordman         | 2 600 km en 4 j et 23 h        |
| Race Across Italy 2021                                     | Solo                       | 3e                            | 790 km en 28 h 36 min          |

## Professeur à Louis-le-Grand
Il enseigne la physique-chimie au lycée Louis-le-grand depuis 2003. Dans ce cadre, il apparaît dans un reportage à propos de la seconde trois, classe sans-notes, dont il est professeur principal, diffusé dans l'émission Sept-à-Huit sur TF1.
Afin de motiver les élèves du lycée dans lequel il enseigne à faire du sport et à se surpasser, Jean-Luc Perez organise le 4 juillet 2020 avec deux de ses classes le LLG Challenge Everest. L’objectif est de réaliser l’ascension d’une hauteur cumulée de 8 848 m, soit la hauteur du Mont Everest, et ce, en parcourant la montée de la section de la rue Saint-Jacques comprise entre le Lycée Louis-le-Grand et l’université de la Sorbonne, à vélo, en une journée. Ce défi est atteint et dépassé par le professeur et les élèves du lycée parisien. Cet événement est médiatisé et le proviseur de l’établissement réalise, lui aussi, en compagnie des élèves et professeurs, le tour de la Sorbonne à vélo. Toutes les recettes reçues par les ventes de nourriture et d'accessoires sont reversées à des associations caritatives, telle Utopia 56.
Par ailleurs, Jean-Luc Perez s'engage pour la qualité des cours particuliers à destination d'élèves de classes exigeantes. Il est ainsi co-fondateur en 2020, avec le professeur Tim Levy, du label Newton "gage de qualité et de professionnalisme pour les prestation[s]".